# Catenochytridium hemicysti
Catenochytridium hemicysti är en svampart som beskrevs av J.S. Knox 1987. Catenochytridium hemicysti ingår i släktet Catenochytridium och familjen Endochytriaceae.   Inga underarter finns listade i Catalogue of Life.